# Беляк, Юрий Петрович
Юрий Петрович Беляк — советский хозяйственный, государственный и политический деятель.

## Биография
Родился в 1923 году в Бузулуке. Член КПСС с 1944 года.
Участник Великой Отечественной войны. С 1945 года — на хозяйственной, общественной и политической работе. В 1945—1987 гг. — в организациях водного хозяйства, комсомольских органах, инструктор отдела ЦК КП Киргизской ССР, второй секретарь Ошского райкома партии, первый секретарь Фрунзенского, первый секретарь Кара-Суйского райкомов партии, инспектор отдела ЦК КП Киргизской ССР, первый секретарь Кировского райкома партии, второй секретарь Иссык-Кульского обкома партии.
Избирался депутатом Верховного Совета Киргизской ССР 5-го, 6-го, 7-го, 8-го, 9-го созывов.
Награждён 9 орденами.
Умер в 2006 году.